# Hanston
Hanston és una població dels Estats Units a l'estat de Kansas. Segons el cens del 2000 tenia 259 habitants.

## Demografia
Segons el cens del 2000, Hanston tenia 259 habitants, 104 habitatges, i 74 famílies. La densitat de població era de 370,4 habitants/km².
Dels 104 habitatges en un 32,7% hi vivien nens de menys de 18 anys, en un 62,5% hi vivien parelles casades, en un 5,8% dones solteres, i en un 28,8% no eren unitats familiars. En el 26% dels habitatges hi vivien persones soles el 16,3% de les quals corresponia a persones de 65 anys o més que vivien soles. El nombre mitjà de persones vivint en cada habitatge era de 2,49 i el nombre mitjà de persones que vivien en cada família era de 3,03.
Per edats la població es repartia de la següent manera: un 27% tenia menys de 18 anys, un 6,6% entre 18 i 24, un 19,7% entre 25 i 44, un 27,8% de 45 a 60 i un 18,9% 65 anys o més.
L'edat mediana era de 42 anys. Per cada 100 dones de 18 o més anys hi havia 87,1 homes.
La renda mediana per habitatge era de 38.125 $ i la renda mediana per família de 43.571 $. Els homes tenien una renda mediana de 30.000 $ mentre que les dones 18.750 $. La renda per capita de la població era de 17.049 $. Entorn del 6,6% de les famílies i el 8,4% de la població estaven per davall del llindar de pobresa.

## Poblacions més properes
El següent diagrama mostra les poblacions més properes.